# Királyok völgye 52

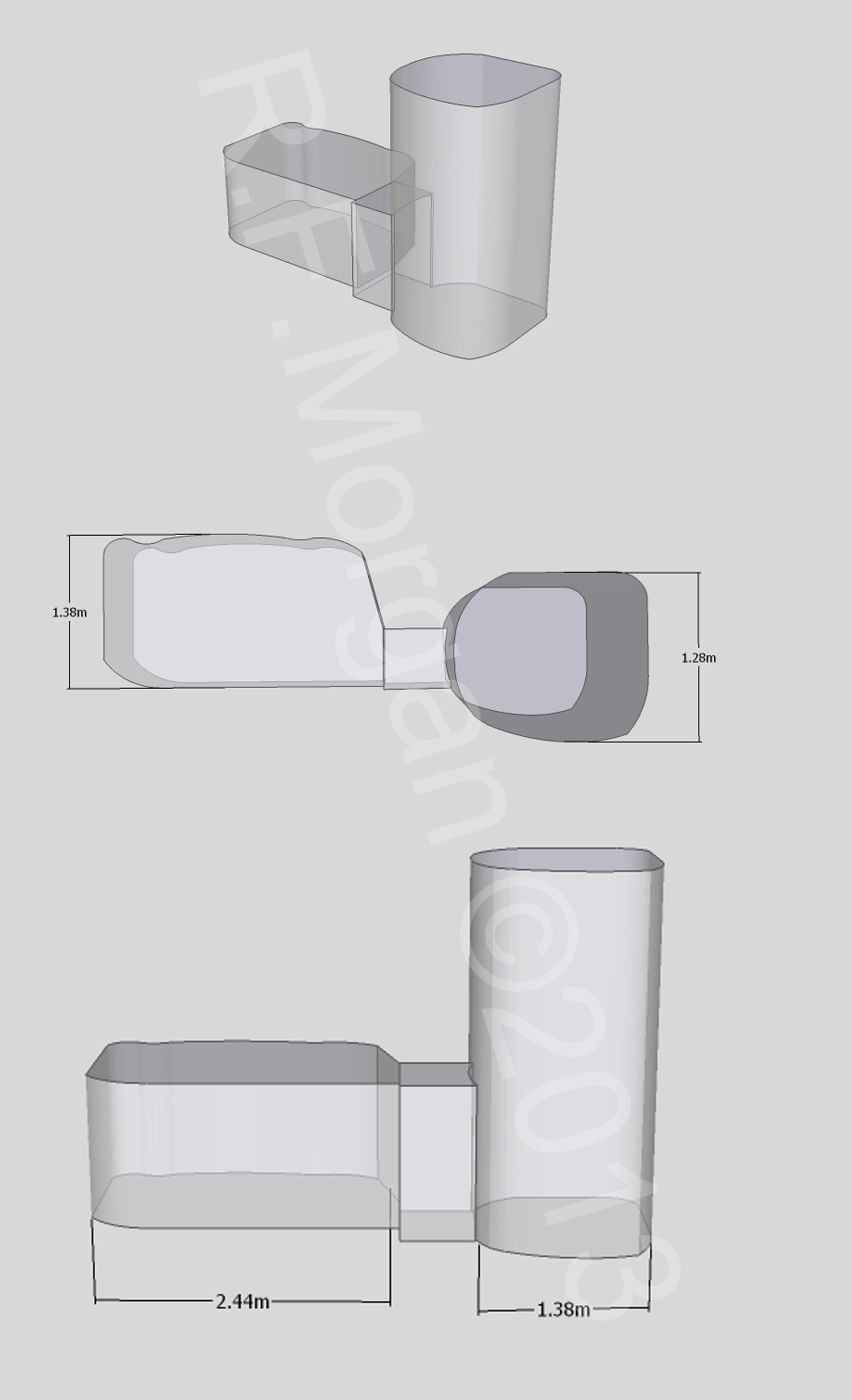
A sír izometrikus képe, alaprajza és oldalnézeti metszete egy 3D-modell alapján

A Királyok völgye 52 (KV52) egy egyiptomi sír a Királyok völgye keleti völgyében, a délnyugati vádi nyugati ágában. Edward R. Ayrton fedezte fel 1906 januárjában. Tulajdonosa ismeretlen; egy mumifikált majmot találtak benne, valamint egy üres kanópuszládát. Két közeli sírral, a KV50 és a KV51 sírokkal együtt állatsírok néven ismert; egy feltételezés szerint a közeli KV35 sírba temetett II. Amenhotep kedvenc állatait temették ide. A sírt már az ókorban kirabolták.
Egyenes tengelyű; egy nem túl mély, négyzetes aknából és egy befejezetlen, díszítetlen kamrából áll; 4,5 m hosszú, területe 5,25 m². Jelenleg törmelékkel teli, nem látogatható.
A környéken 2009/10 telén végzett ásatások során XVIII. dinasztia korabeli festett kék cserepek, szerszámok, valamint hieratikus írással és rajzokkal ellátott osztrakonok kerültek elő a KV50, KV51, KV52 és KV53 sírok közelében; az osztrakonokon áldozatot bemutató királyné képe, valamint erotikus jelenetek és II. Ramszesz kartusai láthatóak.

## Külső hivatkozások
- Theban Mapping Project: KV52